# Ministerul Infrastructurii și Dezvoltării Regionale (Republica Moldova)
Ministerul Infrastructurii și Dezvoltării Regionale (MIDR) este organul central de specialitate, ce promovează politica statului în domeniul infrastructurii și dezvoltării regionale și își desfășoară activitatea în conformitate cu Constituția și legile Republicii Moldova, hotărârile Parlamentului, actele Președintelui Republicii Moldova, hotărârile și dispozițiile Guvernului, precum și cu alte acte normative.  
În vederea realizării misiunii sale, Ministerul are funcția de a elabora cadrul legislativ și normativ necesar realizării obiectivelor în domeniile de activitate, ajustându-l la standardele europene.

## Atribuții
Printre principalele atribuții ale Ministerului se numără fortificarea sectorului electroenergetic și a celui termoenergetic, dezvoltarea transportului rutier și a infrastructurii drumurilor, precum și consolidarea comunicațiilor prin sporirea accesibilității la servicii de telefonie fixă, mobilă, internet de mare viteză, servicii de roaming cu alte state, servicii TV digitale terestre etc.
În domeniul dezvoltării regionale, Ministerul asigură elaborarea, monitorizarea și evaluarea implementării Strategiei naționale de dezvoltare regională, gestionarea Fondului Național pentru Dezvoltare Regională și Locală, precum și îmbunătățirea mecanismului de susținere a proiectelor de dezvoltare regională și locală.
În activitatea sa, Ministerul este orientat spre dezvoltarea cadrului normativ necesar pentru implementarea unor politici publice mai eficiente, în beneficiul cetățenilor.

## Istoric denumiri
Ministerul Infrastructurii și Dezvoltării Regionale a fost înființat la 24 ianuarie 1997, Ulterior, pe parcursul anilor, în urma restructurărilor din cadrul Guvernului RM, denumirea instituției s-a modificat de mai multe ori.
- Ministerul Dezvoltării Teritoriului, Construcțiilor și Gospodăriei Comunale (1997–1999)
- Ministerul Industriei și Infrastructurii (2005–2008)
- Ministerul Construcțiilor și Dezvoltării Teritoriului (2008–2009)
- Ministerul Dezvoltării Regionale și Construcțiilor (2009–2017)
- Ministerul Infrastructurii și Dezvoltării Regionale (2021–prezent)

## Conducere
- Ministru – Vladimir Bolea
- Secretar general – Angela Țurcanu
- Secretar general adjunct – Tatiana Nirca
- Secretar de stat în domeniul dezvoltării regionale –
- Secretar de stat în domeniul transporturilor – Mircea Păscăluță
- Secretar de stat în domeniul urbanismului, construcțiilor și locuințelor – Veaceslav Șipitca
- Secretar de stat în domeniul infrastructurii drumurilor – Nicolae Mîndra

## Lista miniștrilor
| № | Nume (naștere–deces)       | Portret | Mandat                | Mandat             | Observații        | Guvern                 |
| - | -------------------------- | ------- | --------------------- | ------------------ | ----------------- | ---------------------- |
| 1 | Mihai Severovan (1947–)    |         | 24 ianuarie 1997      | 21 decembrie 1999  |                   | Ciubuc I–II Sturza     |
| 2 | Vladimir Antosii (1951–)   |         | 19 aprilie 2005       | 31 martie 2008     |                   | Tarlev II              |
| 3 | Vladimir Baldovici (1967–) |         | 31 martie 2008        | 25 septembrie 2009 |                   | Greceanîi I–II         |
| 4 | Marcel Răducan (1967–)     |         | 25 septembrie 2009    | 18 februarie 2015  |                   | Filat I–II Leancă      |
| 5 | Vasile Bîtca (1971–)       |         | 18 februarie 2015     | 26 iulie 2017      |                   | Gaburici Streleț Filip |
| 6 | Andrei Spînu (1986–)       |         | 6 august 2021         | 14 februarie 2023  | viceprim-ministru | Gavrilița              |
| 7 | Lilia Dabija (1982–)       |         | 16 februarie          | 14 iulie 2023      |                   | Recean                 |
| 8 | Andrei Spînu (1986–)       |         | 17 iulie 2023         | 11 noiembrie 2024  |                   | Recean                 |
| 9 | Vladimir Bolea (1971–)     |         | din 19 noiembrie 2024 |                    | viceprim-ministru | Recean                 |